# Paulo Gazzaniga
Paulo Gazzaniga, né le 2 janvier 1992 à Murphy (Province de Santa Fe), est un footballeur international argentin qui évolue au poste de gardien de but au Girona FC.

## Biographie

### Jeunesse et formation
Paulo Gazzaniga est né en janvier 1992 à Murphy, petite ville de la province de Santa Fe. Son père Daniel, lui-même gardien de but, passe sa carrière de footballeur entre l’Argentine, l’Équateur et le Pérou, entraînant sa famille derrière lui. Désireux de suivre les pas de son père dans les buts, il part en Espagne à l’âge de quinze ans afin de poursuivre une carrière de footballeur en Europe.
En 2009, il signe un contrat avec le Valence CF.

### Gillingham FC
Libéré à l'issue de son contrat avec Valence en juillet 2011, Gazzaniga rejoint l'Angleterre afin de trouver un nouveau club. Il est alors engagé à l'essai par le Gillingham FC et se voit offrir rapidement un contrat de deux ans par le manager Andy Hessenthaler (en).
Le gardien argentin commence la dernière saison en tant que deuxième gardien des Gill's et fait ses débuts en octobre lors du match perdu contre Barnet durant le Football League Trophy. Il doit attendre janvier avant de faire sa première apparition en championnat lors de la défaite 4-3 à Accrington Stanley, rentrant en jeu au début de la deuxième mi-temps du match alors que son équipe est déjà menée 4-1. Gazzaniga s’empare alors de la place de premier gardien et reste invaincu durant sept matchs de la seconde moitié de la saison, Gillingham manquant de peu une place en play-offs. 

### Southampton FC
Les bonnes performances de Paulo Gazzaniga à Priestfield lui permettent de s'engager avec Southampton en 2012. Il débute avec les Saints en août 2012 lors de la victoire contre Stevenage en Coupe de la Ligue anglaise, avant de faire sa première apparition en Premier League un mois plus tard, lors de la victoire 4-1 contre Aston Villa. Il termine sa première année dans le sud de l’Angleterre avec un total de onze titularisations en équipe première.
Second choix de l'entraîneur des Saints Mauricio Pochettino au poste de gardien de but derrière Artur Boruc, Gazzaniga prend part à huit matchs de championnat en 2013-2014. Il en est de même par la suite sous les ordres de Ronald Koeman puisqu'il ne joue que quatre matchs de Premier League lors des deux saisons suivantes.

### Prêt au Rayo Vallecano
Le 30 juillet 2016, Gazzaniga est prêté pour une saison au Rayo Vallecano, relégué en D2 espagnole. Il dispute 34 matchs toutes compétitions confondues avant de réintégrer l'effectif des Saints à l'issue de la saison.

### Tottenham Hotspur et après
Le 23 août 2017, Gazzaniga s'engage pour cinq saisons avec Tottenham Hotspur. Le 5 novembre suivant, il fait ses débuts sous le maillot des Spurs lors d'un match de Premier League face à Crystal Palace (victoire 1-0).
Lors de la saison 2018-2019, il se distingue plusieurs fois, notamment lors de la demi-finale aller de la League Cup contre Chelsea (victoire 1-0).
La saison suivante, il est propulsé titulaire du club londonien à la suite d'une blessure au coude de Hugo Lloris.
Le 24 juillet 2021, il rejoint Fulham.

### Sélection nationale
Le 20 novembre 2018, le gardien de but honore sa première sélection avec l'équipe d'Argentine à l'occasion d'un match amical contre le Mexique (victoire 2-0).

## Statistiques
| Saison                | Club                  | Championnat           | Championnat | Championnat | Coupe(s) nationale(s) | Coupe(s) nationale(s) | Compétition(s) continentale(s) | Compétition(s) continentale(s) | Compétition(s) continentale(s) | Argentine | Argentine | Total | Total |
| Saison                | Club                  | Division              | M.          | B.          | M.                    | B.                    | Comp.                          | M.                             | B.                             | M.        | B.        | M.    | B.    |
| 2011-2012             | Gillingham FC         | League Two            | 20          | 0           | 2                     | 0                     | -                              | -                              | -                              | -         | -         | 22    | 0     |
| 2012-2013             | Southampton FC        | Premier League        | 9           | 0           | 2                     | 0                     | -                              | -                              | -                              | -         | -         | 11    | 0     |
| 2013-2014             | Southampton FC        | Premier League        | 8           | 0           | -                     | -                     | -                              | -                              | -                              | -         | -         | 8     | 0     |
| 2014-2015             | Southampton FC        | Premier League        | 2           | 0           | -                     | -                     | -                              | -                              | -                              | -         | -         | 2     | 0     |
| 2015-2016             | Southampton FC        | Premier League        | 2           | 0           | -                     | -                     | -                              | -                              | -                              | -         | -         | 2     | 0     |
| Sous-total            | Sous-total            | Sous-total            | 21          | 0           | 2                     | 0                     | -                              | -                              | -                              | -         | -         | 23    | 0     |
| 2016-2017             | Rayo Vallecano (prêt) | Segunda División      | 32          | 0           | 2                     | 0                     | -                              | -                              | -                              | -         | -         | 34    | 0     |
| 2017-2018             | Tottenham Hotspur     | Premier League        | 1           | 0           | -                     | -                     | -                              | -                              | -                              | -         | -         | 1     | 0     |
| 2018-2019             | Tottenham Hotspur     | Premier League        | 3           | 0           | 7                     | 0                     | C1                             | 1                              | 0                              | 1         | 0         | 12    | 0     |
| 2019-2020             | Tottenham Hotspur     | Premier League        | 18          | 0           | 3                     | 0                     | C1                             | 4                              | 0                              | -         | -         | 25    | 0     |
| Sous-total            | Sous-total            | Sous-total            | 22          | 0           | 10                    | 0                     | -                              | 5                              | 0                              | 1         | 0         | 38    | 0     |
| 2020-2021             | Elche CF (prêt)       | Liga                  | 8           | 0           | -                     | -                     | -                              | -                              | -                              | -         | -         | 8     | 0     |
| 2021-2022             | Fulham FC             | Championship          | 13          | 0           | 2                     | 0                     | -                              | -                              | -                              | -         | -         | 15    | 0     |
| 2022-2023             | Girona FC (prêt)      | Liga                  | 28          | 0           | -                     | -                     | -                              | -                              | -                              | -         | -         | 28    | 0     |
| 2023-2024             | Girona FC             | Liga                  | 38          | 0           | -                     | -                     | -                              | -                              | -                              | -         | -         | 38    | 0     |
| 2024-2025             | Girona FC             | Liga                  | 36          | 0           | -                     | -                     | C1                             | 6                              | 0                              | -         | -         | 42    | 0     |
| Sous-total            | Sous-total            | Sous-total            | 102         | 0           | -                     | -                     | -                              | 6                              | 0                              | -         | -         | 108   | 0     |
| Total sur la carrière | Total sur la carrière | Total sur la carrière | 218         | 0           | 18                    | 0                     | -                              | 11                             | 0                              | 1         | 0         | 248   | 0     |

## Palmarès

### En club
- Tottenham Hotspur
  - Finaliste de la Ligue des champions en 2019.

- Fulham
  - Champion d'Angleterre de D2 en 2022.